# Grand Prix automobile d'Allemagne 2002
GP précédent GP suivant
Le Grand Prix automobile d'Allemagne 2002 (Grosser Mobil 1 Preis von Deutschland 2002), disputé sur le circuit d'Hockenheim le 28 juillet 2002, est la 692e épreuve du championnat du monde de Formule 1 courue depuis 1950 et la douzième manche du championnat 2002.

## Classement
| Pos  | N° | Pilote                | Écurie           | Tours | Temps/Abandon                      | Grille | Points |
| ---- | -- | --------------------- | ---------------- | ----- | ---------------------------------- | ------ | ------ |
| 1    | 1  | Michael Schumacher    | Ferrari          | 67    | 1 h 27 min 52 s 078 (209,263 km/h) | 1      | 10     |
| 2    | 6  | Juan Pablo Montoya    | Williams-BMW     | 67    | + 10 s 503                         | 4      | 6      |
| 3    | 5  | Ralf Schumacher       | Williams-BMW     | 67    | + 14 s 466                         | 2      | 4      |
| 4    | 2  | Rubens Barrichello    | Ferrari          | 67    | + 23 s 195                         | 3      | 3      |
| 5    | 3  | David Coulthard       | McLaren-Mercedes | 66    | + 1 tour                           | 9      | 2      |
| 6    | 7  | Nick Heidfeld         | Sauber-Petronas  | 66    | + 1 tour                           | 10     | 1      |
| 7    | 8  | Felipe Massa          | Sauber-Petronas  | 66    | + 1 tour                           | 14     |        |
| 8    | 10 | Takuma Satō           | Jordan-Honda     | 66    | + 1 tour                           | 12     |        |
| 9    | 24 | Mika Salo             | Toyota           | 66    | + 1 tour                           | 19     |        |
| Abd. | 9  | Giancarlo Fisichella  | Jordan-Honda     | 59    | Moteur                             | 6      |        |
| Abd. | 4  | Kimi Räikkönen        | McLaren-Mercedes | 59    | Sortie de piste                    | 5      |        |
| Abd. | 16 | Eddie Irvine          | Jaguar-Cosworth  | 57    | Frein                              | 16     |        |
| Abd. | 21 | Enrique Bernoldi      | Arrows-Cosworth  | 48    | Moteur                             | 18     |        |
| Abd. | 12 | Olivier Panis         | BAR-Honda        | 39    | Moteur                             | 7      |        |
| Abd. | 14 | Jarno Trulli          | Renault          | 36    | Sortie de piste                    | 8      |        |
| Abd. | 11 | Jacques Villeneuve    | BAR-Honda        | 27    | Boîte de vitesses                  | 11     |        |
| Abd. | 15 | Jenson Button         | Renault          | 24    | Moteur                             | 13     |        |
| Abd. | 25 | Allan McNish          | Toyota           | 23    | Moteur                             | 17     |        |
| Abd. | 23 | Mark Webber           | Minardi-Asiatech | 23    | Panne hydraulique                  | 21     |        |
| Abd. | 20 | Heinz-Harald Frentzen | Arrows-Cosworth  | 18    | Panne hydraulique                  | 15     |        |
| Abd. | 17 | Pedro de la Rosa      | Jaguar-Cosworth  | 0     | Transmission                       | 20     |        |

## Pole position et record du tour
- Pole position : Michael Schumacher en 1 min 14 s 389
- Tour le plus rapide : Michael Schumacher en 1 min 16 s 462 au 44e tour.

## Tours en tête
- Michael Schumacher : 62 (1-26 / 31-47 / 49-67)
- Ralf Schumacher : 4 (27-29 / 48)
- Juan Pablo Montoya : 1 (30)

## Statistiques
- 62e victoire pour Michael Schumacher.
- 154e victoire pour Ferrari en tant que constructeur.
- 154e victoire pour Ferrari en tant que motoriste.
- 291e et dernier Grand Prix pour l'écurie Arrows.